# Isotomodes sotoensis
Isotomodes sotoensis är en urinsektsart som beskrevs av Simòn och al. 1994. Isotomodes sotoensis ingår i släktet Isotomodes och familjen Isotomidae. Inga underarter finns listade i Catalogue of Life.